# Rubia pterygocaulis
Rubia pterygocaulis är en måreväxtart som beskrevs av Hsien Shui Lo. Rubia pterygocaulis ingår i släktet krappar, och familjen måreväxter. Inga underarter finns listade i Catalogue of Life.